# Aleran de Troyes
Aleran de Troyes (800 - Barcelona?, 852) o Aleram (del nom germànic Aledramnus) fou comte de Troyes, marquès de Gòtia (849 o 850 - 851 o 852) i comte de Barcelona, Empúries i del Rosselló.

## Orígens familiars
Possiblement era comte de Troyes i fill del comte Guillem de Blois (+ 834), i nebot del comte Odó d'Orleans (el sogre de Carles el Calb i germà de Guillem), i tenia una forta hostilitat familiar amb el llinatge de Guillem de Septimània, fill de Bernat de Septimània, per raons poc conegudes.

## Nomenament
El 848 Guillem de Septimània s'emparà de Barcelona i Empúries. L'estiu del 849 Carles el Calb decidí atacar Aquitània. El comte Frèdol li va obrir les portes de Tolosa i fou ratificat en el seu càrrec. Pipí II d'Aquitània va fugir i Carles va presentar-se a Narbona i va nomenar Aleran com a comte de Barcelona i Empúries-Rosselló i com a marquès de Septimània donant a Guifré els comtats de Girona i Besalú i a Salomó els comtats de Cerdanya, Urgell i Conflent. Com que Aleran va ser l'encarregat de posar fi a les pretensions de Guillem, de recuperar els comtats que havien estat sota el poder del seu pare Bernat, tindria un adjunt anomenat Isembard, fill del marquès Guerí de Provença comte d'Autun i Mâcon.

## Política
Aleran no va tenir gaires dificultats per instal·lar-se als seus comtats, menys a Barcelona. Guillem demanà l'ajuda de l'emir Abd al-Rahman. Quan el febrer del 850 Carles el Calb va sortir d'Aquitània, els nobles es revoltaren altra vegada en favor de Pipí II, Sanç II (un noble enemic de Carles) va prendre el poder a Bordeus i Gascunya, i Guillem va iniciar campanya a la zona de Barcelona amb soldats àrabs sota el comandament d'Abd al-Karim ibn Abd al-Wahid ibn Mugit, assetjant Girona sense poder prendre-la, assolant els àrabs molts territoris. Carles va enviar reforços i Guillem va demanar la pau i a traïció va capturar als dos comtes però es va haver de refugiar a la ciutat de Barcelona on fou fet presoner per nobles partidaris del rei i executat. Llavors devia entrar Aleran a la ciutat, el 850
Com a represàlia per la mort del seu aliat, els musulmans van conquerir Barcelona el 851 o el 852 a tot tardar. Segons el cronista Ibn al-Athir, es va produir una gran matança entre la població i la van saquejar però se'n van retirar després. Probablement el comte Aleran va morir en aquestos combats. Després d'això, l'any 852, es va establir la pau per tractat (abans del 19 d'agost del 852).